# Guvernementet Jaroslavl
Guvernementet Jaroslavl var ett guvernement i mellersta Ryssland, 1777–1929. 
Det var omgivet av guvernementet Vologda,
Kostroma, Vladimir, Tver och Novgorod. Det hade en yta på 35 613
km2 1 072 478 invånare (1897).
Landet bildar en högslätt, med många träsk och sandhedar,
samt var föga fruktbart. Huvudfloden var Volga,
som upptog bifloderna Mologa, Sjeksna och
Kotorost. Jordbruket (havre, råg, hampa) var huvudnäring, men avkastningen fyllde knappt behovet. Industrin var blomstrande, i synnerhet linne- och bomullsväverierna, och handeln livlig. Skog täckte 32 procent av ytan. Guvernementet var indelat i 10 kretsar. 
- Wikimedia Commons har media som rör Guvernementet Jaroslavl.